# Fachanwalt für Verwaltungsrecht
Fachanwalt für Verwaltungsrecht ist die Bezeichnung für einen auf deutsches Verwaltungsrecht spezialisierter Rechtsanwalt. Die Rechtsanwaltskammer entscheidet auf Antrag über die Befugnis, die Bezeichnung Fachanwalt zu führen, wenn der Rechtsanwalt besondere Kenntnisse und Erfahrungen im Gebiet des Verwaltungsrechts erworben hat und diese nachweist. Besondere praktische Erfahrungen liegen vor, wenn diese auf dem Fachgebiet erheblich das Maß dessen übersteigen, das üblicherweise durch die berufliche Ausbildung und praktische Erfahrung im Beruf vermittelt wird (§ 2 Abs. 2 FAO).

## Voraussetzungen
Voraussetzung für die Verleihung einer Fachanwaltsbezeichnung ist eine dreijährige Zulassung und Tätigkeit innerhalb der letzten sechs Jahre vor Antragstellung (§ 3 FAO).
Für das Fachgebiet Verwaltungsrecht sind nachzuweisen (§ 8 FAO):
- besondere Kenntnisse in den Bereichen
  - allgemeines Verwaltungsrecht,
  - Verfahrensrecht,
  - Recht der öffentlich-rechtlichen Ersatzleistung.
- besondere Kenntnisse in zwei Bereichen des besonderen Verwaltungsrechts, von denen einer aus folgenden Gebieten gewählt sein muss:
  - öffentliches Baurecht,
  - Abgabenrecht, soweit die Zuständigkeit der Verwaltungsgerichte gegeben ist,
  - Wirtschaftsverwaltungsrecht (Gewerberecht, Handwerksrecht, Wirtschaftsförderungsrecht, Gaststättenrecht, Berg- und Energierecht),
  - Umweltrecht (Immissionsschutzrecht, Abfallrecht, Wasserrecht, Natur- und Landschaftsschutzrecht),
  - öffentliches Dienstrecht

Erforderlich sind außerdem, persönlich und weisungsfrei als Rechtsanwalt 80 Fälle im Verwaltungsrecht, davon mindestens 30 gerichtliche Verfahren bearbeitet zu haben. Weiter müssen sich 60 dieser 80 Fälle auf drei verschiedene Bereiche des besonderen Verwaltungsrechts beziehen und auf jeden dieser drei Bereiche mindestens fünf Fälle entfallen. Einer der drei Bereiche muss zu den oben genannten Rechtsgebieten des besonderen Verwaltungsrechts zählen (§ 5 FAO).

## Statistik
Zum 1. Januar 2024 sind 1.583 Fachanwälte für Verwaltungsrecht in Deutschland zugelassen.